# Илия Чешмеджиев
Илия Василев Чешмеджиев е български ботаник, професор.

## Биография
Роден е през 1930 г. в Ямбол. През 1955 г. завършва ВСИ „Георги Димитров“ в София. От 1956 г. е агроном в Елхово. От 1958 г. работи като учител в село Бояново, област Ямбол, а от 1960 г. е учител и заместник-директор на ЕСПУ в Ямбол. През 1963 г. става асистент в Катедрата по ботаника към Висшия селскостопански институт в Пловдив. От 1973 г. е главен асистент, а от 1972 г. – кандидат на биологическите науки. През 1980 г. е избран за доцент. От 1989 г. е доктор на биологическите науки. През 1991 г. е хабилитиран за професор. През 1993 г. е заместник-ректор на Висшия селскостопански институт по учебната работа. Описва вида Thymelaea bulgarica.